# 渓谷 (セーヘルスの絵画)
 
『渓谷』（けいこく、蘭: Rivierdal、英: The River Valley）は、17世紀オランダ絵画黄金時の画家ヘルクレス・セーヘルス  (1589/90-1640年) が1626-1630年頃、板上に油彩で制作した風景画である。セーヘルスの署名が発見されるまでは、フランドルの画家ヨース・デ・モンペルの作品であると考えられていた。セーヘルスはわずかしか風景画を描かなかったが、17世紀オランダ絵画の巨匠レンブラントはセーヘルスの作品を非常に賞賛した。本作は、1931年5月にアムステルダム国立美術館に収蔵された。

## 作品
研究者のホフステーデ・デ・フロートは、この作品はセーヘルスが南方に旅をし、スイスのライン川の渓谷を描いたものだと信じていた。また、ジョージ・コリンズは、本作が中部イタリアのアペニン山脈の風景を描いたものだと見なした。だが、セーヘルスがブラバントより南方に旅をしたという証拠は彼の絵画には見られない。本作は、画家の大部分の絵画や版画と同様に、画家の想像力から生まれたものである。
暗い前景から遠景にかけて灰青色に霞んでいく、セーヘルスの空想的な風景画の構成は、フランドルの画家たちの作品を思い起こさせる。実際、高い視点からの眺望と、前景に茶色、中景に黄色、そして遠景に青緑色という色彩は、フランドル的である。しかし、セーヘルスのパノラマ的風景は長い地平線を持ち、ヨース・デ・モンペルの作品より広々としており、わざとらしくもなく、荒涼としてそっけない、現実の風景のように見える。また、とぼとぼと歩いている人達がアクセントとなっている。
長年、本作は上記のようなフランドル的要素のために、セーヘルスの画業の初期に当たる1607年から1611年頃の制作であると考えられていた。しかし、画家が「hercules.segers」という署名を用い始めるのは1621年からであり、そのような初期の制作であることはありえない。さらに、年輪年代学調査によっても、本作の板は1626年頃以降のものであることが示されている。したがって、この作品は、画家の後期のアムステルダム時代 (1625年から1630年頃) に制作されたパノラマ的風景画と同時代のものである。